# Purpuricenus temminckii
Purpuricenus temminckii är en skalbaggsart som först beskrevs av Guérin-Méneville 1844.  Purpuricenus temminckii ingår i släktet Purpuricenus och familjen långhorningar. Inga underarter finns listade i Catalogue of Life.

## Bildgalleri

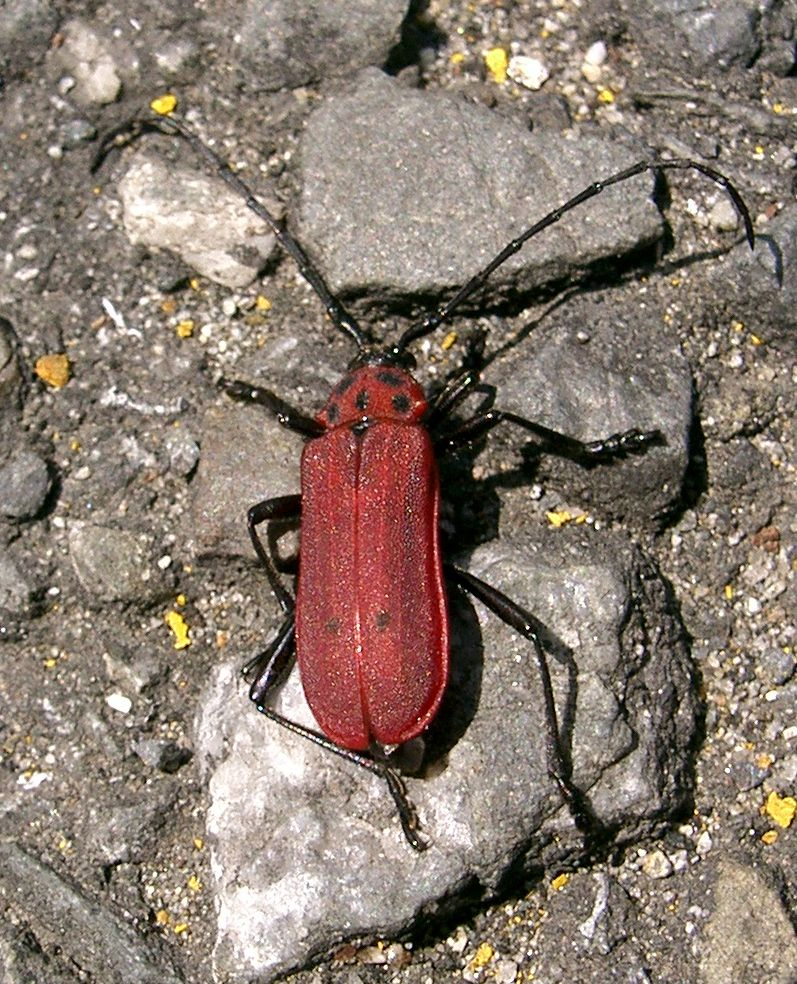